# Almoster (Alvaiázere)
Pour les articles homonymes, voir Almoster.
Almoster est une freguesia portugaise située dans le District de Leiria.
Avec une superficie de 25,58 km2 et une population de 791 habitants (2001), la paroisse possède une densité de 30,9 hab/km2.